# Santa María (Huila)
Santa María è un comune della Colombia facente parte del dipartimento di Huila.
Il centro abitato venne fondato da Esteban Andrade nel 1923, mentre l'istituzione del comune è del 26 novembre 1965.